# Merle à froc noir
Turdus olivater
Espèce
Statut de conservation UICN

 LC  : Préoccupation mineure
Le Merle à froc noir (Turdus olivater) est une espèce de passereaux appartenant à la famille des Turdidae.
Son cadre naturel de vie est les forêts humides de montagnes et les zones de broussailles de haute altitude tropicales ou subtropicales et les forêts anciennes fortement dégradées.

## Répartition et sous-espèces
Selon la classification de référence (version 5.1, 2015) du Congrès ornithologique international il se répartit en huit sous-espèces suivantes (ordre phylogénique) :
- Turdus olivater sanctaemartae — sierra Nevada de Santa Marta ;
- Turdus olivater caucae — nœud d'Almaguer ;
- Turdus olivater olivater — serranía de Perijá, cordillère de Mérida et cordillère de la Costa (Venezuela) ;
- Turdus olivater kemptoni — pico da Neblina ;
- Turdus olivater paraquensis — cerro Paraque ;
- Turdus olivater duidae — cerro Duida ;
- Turdus olivater roraimae — tépuis orientaux ;
- Turdus olivater ptaritepui — cerro Ptarí (es).